# Axis (Alabama)
Pour les articles homonymes, voir Axis.
Axis est un village dans le comté de Mobile.

## Démographie
| 2000 | 2010 | - | - | - | - |
| ---- | ---- | - | - | - | - |
| 113  | 192  | - | - | - | - |